# Suixil Koirala
Suixil Koirala (en nepalès: सुशील कोइराला, en anglès: Sushil Koirala) (Biratnagar, Districte de Morang, Nepal, 12 d'agost de 1939 - Katmandú, Nepal, 9 de febrer de 2016) fou un polític nepalès, militant del Congrés Nepalès, del qual fou secretari general, vicepresident i, des del 2010 al 2016, president. Després de la victòria a les eleccions parlamentàries de 2013, fou el Primer Ministre del Nepal des de l'11 de febrer de 2014 fins al 12 d'octubre de 2015.

## Biografia
Durant la seva candidatura pel Congrés Nepalès a les eleccions parlamentàries del Nepal de 2013, celebrades el 19 de novembre, el partit va obtenir el major nombre de vots de la història, amb un total de 196 escons, aconseguint la victòria electoral derrotant el Partit Comunista del Nepal (Unificat Marxista-Leninista) i el Partit Comunista Unificat del Nepal (Maoista). Després de l'aprovació del seu nomenament per part dels partits de l'oposició al Parlament Nacional, esdevingué el nou Primer Ministre del Nepal l'11 de febrer de 2014, succeint en el càrrec a Khil Raj Regmi i entrant al govern juntament amb el president Ram Baran Yadav i el vicepresident Parmananda Jha.